# Hasskriminalität
Als Hasskriminalität (englisch für „Hassverbrechen“: hate crime) werden Straftaten bezeichnet, bei denen das Opfer des Delikts vom Täter vorsätzlich nach dem Kriterium der wirklichen oder vermuteten Zugehörigkeit zu einer gesellschaftlichen Gruppe oder auch einem biologischen Geschlecht (26 Staaten schließen das Geschlecht als Opfermerkmal mit ein) gewählt wird und sich die Tat gegen die gewählte Gruppe als Ganze bzw. in diesem Zusammenhang gegen eine Institution, Sache oder ein Objekt richtet. So können beispielsweise antisemitisch, islam- oder christenfeindlich, rassistisch, sexistisch, ausländer- oder queerfeindlich motivierte Straftaten unter den Begriff fallen, ebenso Straftaten gegen Mitglieder anderer benachteiligter gesellschaftlicher Gruppen wie Obdachlose und Behinderte. Der Begriff stammt aus den USA und hat in verschiedenen Ländern der Welt eigenständige strafrechtliche Relevanz (z. B. in Großbritannien).
In der US-amerikanischen Fachdebatte wird aufgrund der terminologischen Unklarheit das Phänomen als bias crime (vorurteilsgeleitete Straftat, Vorurteilskriminalität) bezeichnet, da gerade das Vorurteil (und nicht der Hass) leitendes Motiv der Handlungen darstellt. Allerdings hat sich der Begriff hate crime in den Medien, der Politik und Bevölkerung so durchgesetzt, dass eine Umbenennung kaum möglich erscheint.
Im Einzelfall kann es schwierig sein, eine Straftat eindeutig als hate crime einzustufen, da die subjektiven Motive hinter einer Straftat schwer nachzuweisen sind. 
Von den hier zugeordneten Gewaltverbrechen, der gefährlichen Drohung und Sachbeschädigungen zur Einschüchterung ist meist die Hate Speech (Hassrede) abzugrenzen, die nach unterschiedlichen Bedingungen oft durch die Meinungsfreiheit geschützt ist.

## Besondere Auswirkungen
Ein Handbuch der Generalstaatsanwaltschaft der Provinz Ontario in Kanada fasst die besonderen Auswirkungen von Hate Crimes folgendermaßen zusammen (ergänzt durch Informationen der American Psychological Association):
- Auswirkungen auf das Individuum: Es wird spezifisches psychologisches und emotionales Leid zugefügt, welches Rückwirkungen auf die Identität und das Selbstwertgefühl des Opfers hat. Opfer von Hate crimes können stärker von psychologischen Nachwirkungen und Krankheiten betroffen sein als Opfer vergleichbarer Gewalttaten. Durch entsprechende Unterstützung können die Folgewirkungen nach dem Trauma gemindert werden. Zusätzlich ist der Grad der Gewalttätigkeit oft viel extremer als bei anderen Taten.
 Hate Crimes werden von den Opfern seltener angezeigt als vergleichbare nicht-bias-motivierte Verbrechen, selbst wenn der Täter bekannt ist. Dies ist oft begründet durch die traumatische Erfahrung, die Angst vor Vergeltung oder den Glauben, dass die Strafverfolgungsbehörden selbst Vorurteile haben und keine Unterstützung bieten würden.
- Auswirkungen auf die Zielgruppe:  Hier gibt es – egal ob beabsichtigt oder nicht – einen generell einschüchternden Effekt, weil sich die Mitglieder der Community durch das Ereignis verletzbarer fühlen. Das Gefühl von Sicherheit und Geborgenheit kann verloren gehen und es kann sogar die psychische Gesundheit der Mitglieder beeinträchtigt werden.
- Auswirkungen auf andere gefährdete Gruppen: Auf Gruppen, die ebenfalls einen Minderheitsstatus haben oder sich mit der betroffenen Gruppe identifizieren, hat es ähnliche Auswirkungen, besonders wenn die Motivation auf Ideologien oder Lehren basiert, die eine größere Anzahl von Gruppen betreffen.
- Auswirkungen auf die Gemeinschaft als Ganzes: Hate crimes können zur Aufspaltung der Menschen in einer Gesellschaft führen, die vorher in Harmonie und Gleichberechtigung miteinander lebten. Jedes Hate Crime ist ein Angriff auf eine multikulturelle Gesellschaft.

## Begriffsherkunft aus dem US-amerikanischen Strafrecht
Der Begriff Hate Crimes wurde im Rahmen der Bürgerrechtsbewegungen in den USA entwickelt. Es ist damit zunächst ein soziales Konstrukt, welches den unterschiedlichen gesellschaftlichen Gruppen strafrechtlichen Schutz vor Übergriffen garantieren sollte. Kritiker sehen darin deshalb einfach die Erweiterung des Bürgerrechtsparadigmas in die Welt des Verbrechens und Strafrechts. Trotz aller Kritik ist der Begriff seit den 1980er Jahren erfolgreich in den USA und besitzt heute in fast allen Bundesstaaten juristische Relevanz. Dabei war ein Modell-Gesetzentwurf von besonderer Bedeutung: 1981 veröffentlichten die Anti-Defamation League, National Gay and Lesbian Task Force Foundation, das National Institute for Prejudice and Violence sowie Southern Poverty Law Center einen Gesetzentwurf, welcher vier Kernelemente beinhaltete:
1. Der Schutz vor Vandalismus von Institutionen,
2. die Straferhöhung bei Verbrechen, die lediglich aufgrund bestimmter Merkmale des Opfers begangen werden,
3. die Möglichkeit einer Zivilklage des Opfers gegen den Täter bei entsprechenden Handlungen,
4. die Schaffung einer einheitlichen Datensammlung auf Bundesstaaten- und Bundesebene sowie ein spezialisiertes Training für Polizisten im Zusammenhang mit solchen Delikten.

Mit diesem Modell-Gesetzentwurf hatten die Initiatoren Erfolg. Nicht nur bestätigte das Oberste Gericht der USA das Gesetz 1993, auch haben fast alle Bundesstaaten mindestens einen der vier Abschnitte bis heute übernommen. Für den zentralen Aspekt der Strafverschärfung existieren heute drei Formen:
1. Das Strafmaß der zugrunde liegenden Straftat wird verdoppelt, teilweise auch verdreifacht.
2. Die Straferhöhung resultiert aus einer Umwandlung des Verbrechenstyp von z. B. Vergehen (misdemeanor) zu Verbrechen (felony).
3. Hassverbrechen werden als eigenständiger Straftatbestand geführt.[8]

## Hasskriminalität im deutschen Rechtssystem

### Begriffsverständnis
Das deutsche Strafrecht kennt keine gesondert als Hassdelikte zu qualifizierenden Straftaten. Die Begriffsdefinition kann in Deutschland nur indirekt Relevanz in der Rechtsprechung annehmen, wenn sie teilweise oder gänzlich zur Klassifizierung einer Straftat nach bestimmten Merkmalen herangezogen wird, beispielsweise zur Feststellung der besonderen Schwere der Schuld oder der niedrigen Beweggründe bei Mord. Gegen die direkte Anwendung des Begriffs hate crimes in Deutschland spricht zunächst, dass ein Hassdelikt im Allgemeinen als schwerer zu ahnden aufgefasst wird als ein anders motiviertes Verbrechen. Daneben wird die richterliche Beurteilung der Motivation des Täters als Abgleiten in ein Gesinnungsstrafrecht betrachtet. Zuletzt ist die Frage, ob die Androhung eines erhöhten Strafrahmens entsprechende Taten verhindern kann: Dem Strafrecht als Ultima Ratio sollten solche symbolischen Lern-Botschaften widersprechen; da gerade Jugendliche die Taten begehen, würden diese entgegen dem Erziehungsgedanken unverhältnismäßig bestraft; erhöhte Ausgrenzungs- und Desintegrationserfahrungen würden damit gefördert.
Zur Erkennung und Behandlung dieser Straftaten ist es erforderlich, neben den Gerichten auch die Polizei speziell zu schulen. Aufgrund einer defizitären Praxis bei der Erfassung der Opfer und des Ausmaßes rechtsextremistischer und fremdenfeindlicher Gewalttaten in der Bundesrepublik Deutschland wurde mit Wirkung vom 1. Januar 2001 vereinbart, rechtsextremistisch orientierte Straftaten als „politisch motivierte Kriminalität“ zu erfassen. In diesem Rahmen wurde auch eine Erfassungsmöglichkeit unter dem Oberbegriff „Hasskriminalität“ geschaffen, die als spezielle Untergruppe „fremdenfeindliche“ und „antisemitische“ Straftaten erfasst. Hierdurch wollte man gewährleisten, dass diese Straftaten klarer definiert und von den zuständigen Polizeidienststellen zentral gemeldet werden.
Die Bundesregierung definiert Hasskriminalität als politisch motivierte Straftaten, deren zu vermutendes Motiv beim Täter in der
„politischen Einstellung, Nationalität, Volkszugehörigkeit, Rasse, Hautfarbe, Religion, Weltanschauung, Herkunft, sexuellen Orientierung, Behinderung, [im] äußeren Erscheinungsbild[s] oder [im] gesellschaftlichen Status“
des Opfers begründet ist.

### Gesetzgebung (Auswahl)
Der EU-Rahmenbeschlusses zur Bekämpfung von Rassismus und Fremdenfeindlichkeit wurde durch Gesetz vom 16. März 2011, das am 22. März 2011 in Kraft
getreten ist, umgesetzt. Der Wortlaut von § 130 Abs. 1 StGB wurde neu gefasst und auf Einzelpersonen erweitert. Wegen Volksverhetzung wird danach auch bestraft, wer „gegen einen Einzelnen wegen seiner Zugehörigkeit zu einer nationalen, rassischen, religiösen oder durch ihre ethnische Herkunft bestimmten Gruppe zum Hass aufstachelt oder zu Gewalt- oder Willkürmaßnahmen auffordert.“
Mit dem Gesetz zur Umsetzung von Empfehlungen des NSU-Untersuchungsausschusses des Deutschen Bundestages vom 12. Juni 2015 wurden in die Grundsätze der Strafzumessung gem. § 46 Abs. 2 StGB zunächst rassistische, fremdenfeindliche oder sonstige menschenverachtende Beweggründe und Ziele des Täters ausdrücklich aufgenommen, mit dem Gesetz zur Bekämpfung des Rechtsextremismus und der Hasskriminalität vom 30. März 2021 auch antisemitische.
Das seit 2017 geltende Netzwerkdurchsetzungsgesetz (NetzDG) wird als wichtiger Baustein bei der Bekämpfung von Hasskriminalität im Netz angesehen.
Zur effektiven Strafverfolgung insbesondere von Hasskriminalität mit rechtsextremistischem Hintergrund, nicht nur, aber gerade auch bei Tatbegehungen im Internet, hält es der Gesetzgeber über die Löschung von rechtswidrigen Inhalten nach dem NetzDG hinaus für notwendig, strafbare Inhalte auch der Strafverfolgung zuzuführen und dafür die Anbieter sozialer Netzwerke zu verpflichten, bestimmte strafbare Inhalte an das Bundeskriminalamt (BKA) zu melden, damit von dort aus die Strafverfolgung durch die zuständigen Strafverfolgungsbehörden veranlasst werden kann. § 3a NetzDG n.F. soll am 1. Februar 2022 in Kraft treten. § 100j StPO hat zum 2. April 2021 für die Erhebung von Bestands- und Verkehrsdaten gegenüber Telemediendiensteanbietern im Ermittlungsverfahren eine neue Rechtsgrundlage geschaffen.
In einem Experiment des Satirikers Jan Böhmermann in der Sendung „ZDF Magazin Royale“ stellte sich im Jahr 2022 heraus, dass die deutschen Polizeien sich überwiegend kaum der Verfolgung dieser Straftaten im Internet widmen bzw. sich nicht einmal als zuständig sehen. Gegen die involvierten Polizisten wurden Ermittlungsverfahren wegen Strafvereitelung im Amt (§ 258a StGB) eingeleitet.
Mit einem Antrag der Bundestagsfraktion Bündnis 90/Die Grünen vom 23. Februar 2021 sollte die Hasskriminalität gegen LGBT weiter und stärker bekämpft werden. Die Innenministerkonferenz hielt die konsequente Verfolgung und schuldangemessene Bestrafung von Straftaten gegen Frauen für erforderlich und erwog im Juni 2021 die Aufnahme geschlechtsspezifischer Motive als Strafzumessungsgrund in § 46 StGB. Mit Wirkung zum 1. Oktober 2023 wurden „geschlechtsspezifische, gegen die sexuelle Orientierung gerichtete“ Beweggründe und Ziele des Täters in der Norm ergänzt.

## Häufigkeit von Hasskriminalität in Deutschland
Eine EU-Studie hat Hasskriminalität in Deutschland und anderen EU-Ländern analysiert. Für 2006 identifizierte die Studie 18.142 Fälle von Hasskriminalität, von denen 17.597 von rechtsextremen Ideologien motiviert waren; die Studie beobachtete 14 % Wachstum über ein Jahr. Im Vergleich gab es 2006 in den USA 7.722 Fälle von Hasskriminalität. Die Häufigkeit von Hasskriminalität und Rechtsextremismus werde von der deutschen Bevölkerung unterschätzt.
Oft wird von Ermittlungsbehörden, Justiz oder Medien das Hassmotiv nicht thematisiert. So wurde 2016 ein antisemitischer versuchter Totschlag in Nürnberg im Urteil und in der Pressearbeit von Justiz und Polizei als unpolitisches Trunkenheitsdelikt bagatellisiert. Auch weite Teile der Berichterstattung thematisierten das Motiv nicht. Der Täter, der das Opfer ins U-Bahn-Gleisbett stieß und durch Tritte gegen Kopf und Finger daran hinderte, wieder zum Bahnsteig hinaufzusteigen, erklärte bei seiner Festnahme: „Ich habe das gemacht, weil er ein Jude ist. Das nächste Mal mache ich es richtig“ und „Ich hasse alle Juden.“ Pressevertreter rechtfertigten dies damit, dass man Nachahmungstäter abhalten wolle – ein Standpunkt, der aus juristischer Sicht bezweifelt wird, denn Nachahmungstäter werden durch schuldangemessen harte Bestrafung und entsprechende Berichterstattung darüber abgeschreckt.
Das Landeskriminalamt Hessen richtete eine Arbeitsgruppe ein, die Ermittlungen zur Hasskriminalität nach dem Mordfall Walter Lübcke aufnahm. Laut Medienberichten wird mit Tausenden Strafverfahren gerechnet. Bis dahin war Hasskriminalität im Netz, so die Medien, sehr selten verfolgt worden.
2020 gab es laut Innenministerium mit 782 registrierten Straftaten von Hasskriminalität gegen LGBT, darunter 154 Gewalttaten (144 Körperverletzungen), einen Anstieg von 36 %.

## Hasskriminalität im britischen Rechtssystem
Im Vereinigten Königreich wurde festgestellt, dass Hassverbrechen schwerwiegendere psychologische Verletzungen bei den Opfern hervorrufen als Delikte mit einer vorurteilsfreien Motivation, weil sie den Menschen in seinen Menschenrechten und seiner Identität angreifen.
Seit der Einführung des Begriffs der Hassdelikte werden feindselige, vorurteilsbehaftete Verbrechen gegenüber einer Person oder Gruppe aufgrund der Zugehörigkeit zu einer Minderheit gesondert erfasst und verfolgt. Einige Formen des „Hate Speech“ sind hingegen von der Meinungsfreiheit geschützt, jedoch nicht so weit wie in den Vereinigten Staaten.

## Primäre und Sekundäre Prävention
In Deutschland gibt es eine Reihe von Präventionsprogrammen gegen Gewalt gegen Fremde. Diese Programme werden von verschiedenen Akteuren durchgeführt, darunter der Bundesregierung, den alten Bundesländern, der Jugendarbeit und der Jugendhilfe.

### Täterbezogene Maßnahmen
Die Programme sind sehr heterogen und verfolgen unterschiedliche Ansätze. Dazu gehören unter anderem aufsuchende Ansätze, Beratungsprojekte, betreutes Wohnen, Cliquen-/Gruppenarbeit, Erlebnispädagogik, Fanarbeit, Freizeitpädagogik, Info-/Kulturarbeit, Jugendclubs, Mädchenarbeit, Medienpädagogik, soziale Trainingskurse und Werkstatt- und Arbeitsansätze. Die Wirksamkeit der Programme ist nicht ausreichend evaluiert. Es gibt Hinweise darauf, dass die Teilnahme an solchen Programmen die Entwicklung von Gewaltbereitschaft bei Jugendlichen reduzieren kann. Allerdings ist die Wirkungsweise der Programme noch nicht abschließend geklärt. Medienkampagnen zur Prävention von hate crimes, z. B. in Form von fremdenfeindlicher Gewalt, basieren theoretisch auf dem Modelllernen. In der Praxis ist die Wirksamkeit dieser Kampagnen jedoch nicht ausreichend evaluiert.
Die Evaluation der FAIRVERSTÄNDNIS-Kampagne der Innenminister von Bund und Ländern gegen Extremismus, Fremdenfeindlichkeit und Gewalt ergab, dass die Kampagne vor allem bereits sensibilisierte Jugendliche erreicht hat. Die zentrale Problemgruppe der fremdenfeindlichen und/oder gewaltaffinen Jugendlichen wurde nicht erreicht. Das Konzept der Konfrontativen Pädagogik zur Prävention von Rechtsextremismus basiert auf der Annahme, dass Jugendliche, die sich in rechtsextremen Ideologien verfangen haben, oft in einem Zustand kognitiver Dissonanz befinden. Das bedeutet, dass ihre Überzeugungen und ihr Verhalten nicht zueinander passen. Diese Dissonanz kann zu einer inneren Unruhe und Unzufriedenheit führen, die die Jugendlichen dazu motivieren kann, ihre Überzeugungen zu hinterfragen.
Die konfrontative Pädagogik nutzt diese kognitive Dissonanz, um Jugendliche mit den Widersprüchen ihrer Ideologien zu konfrontieren. Dies geschieht durch gezielte Diskussionen und Übungen, in denen die Jugendlichen mit den Fakten konfrontiert werden, die ihre Überzeugungen widerlegen. Ein Beispiel für eine solche Übung ist die Liste der Widersprüche. In dieser Übung werden den Jugendlichen eine Liste von Widersprüchen zwischen ihren Überzeugungen und den Fakten vorgelegt. Die Jugendlichen werden dann aufgefordert, sich mit diesen Widersprüchen auseinanderzusetzen und Erklärungen zu finden.
Ein weiteres Beispiel ist die Rollenspiel-Übung. In dieser Übung übernehmen die Jugendlichen die Rollen von Menschen, die von Rechtsextremismus betroffen sind. Dadurch sollen sie sich in die Situation der Betroffenen hineinversetzen und ihre Perspektive verstehen lernen. Die konfrontative Pädagogik ist ein effektives Instrument zur Prävention von Rechtsextremismus. Studien zeigen, dass sie dazu beitragen kann, Jugendliche zu motivieren, ihre rechtsextremen Überzeugungen zu hinterfragen und ihr Verhalten zu ändern.

### Opferbezogene Maßnahmen
Opferbezogene Maßnahmen zur Prävention von hate crimes basieren auf der Annahme, dass potenzielle Opfer durch entsprechendes Wissen und Training in die Lage versetzt werden können, sich besser vor Gewalt zu schützen. Die Maßnahmen zielen darauf ab, die Situationskontrolle der Opfer zu erhöhen und die Wahrscheinlichkeit einer erfolgreichen Selbstverteidigung zu verbessern. Besonders positiv können Vorurteile daher in der Verminderung der Risikofaktoren und Stärkung der Schutzfaktoren positiv beeinflusst werden.
Opferbezogene Maßnahmen zur Prävention von Hasskriminalität sind darauf ausgerichtet, potenzielle Opfer zu befähigen, sich vor Gewalt zu schützen. Dazu gibt es verschiedene Ansätze, darunter:
- Trainingskurse, in denen Handlungsempfehlungen für den Ernstfall vermittelt werden. Diese Empfehlungen beinhalten in der Regel folgende Punkte:
  - Auf keinen Fall körperliche Gegenwehr ausüben oder selbst eine Waffe ziehen.
  - Gegebenenfalls das tun, was die Täter verlangen.
  - Hilfe aus der Umgebung anfordern.
  - Mit den Tätern ruhig reden, sie aber nicht provozieren.
  - Weglaufen, wenn möglich.
  - Nicht schweigen, sondern mit einer vertrauten Person darüber reden, was passiert.
  - Sich gegebenenfalls durch Anzeigenerstattung vor Wiederholung schützen.
  - Vermeidung gefährdeter Orte am Wochenende.
- Informationsangebote, die potenzielle Opfer über die Risiken von Hasskriminalität und über mögliche Schutzmaßnahmen informieren.
- Unterstützung für Opfer, die bereits Gewalt erfahren haben. Dazu gehören Angebote wie Beratung, Therapie und finanzielle Unterstützung.

### Polizeiliche Prävention von Hasskriminalität
Die Polizei ist ein wichtiger Akteur in der Prävention von Hasskriminalität. Sie kann durch verschiedene Maßnahmen dazu beitragen, die Entstehung und Verbreitung von Hasskriminalität zu verhindern.
- Orts- und zeitspezifische Polizeipräsenz: Hate Crimes, insbesondere fremdenfeindliche Gewalttaten, werden vornehmlich am Wochenende begangen. Daher ist es sinnvoll, gerade an Wochenenden eine verstärkte Polizeipräsenz an bekannten Treffpunkten potenzieller Täter und an Orten potenzieller Gewaltaustragung zu gewährleisten.
- Präventionsmaßnahmen gegen Gruppengewalt: Die Mehrzahl von Hate Crimes wird aus Gruppen heraus verübt. Daher sollten Präventionsmaßnahmen, die auf die Reduktion von Gewalttaten abheben, die aus Gruppen heraus durchgeführt werden, auch zur Reduktion von Hate Crimes führen.
- Ausgehverbote und die polizeiliche Verfolgung von Schulschwänzern: Eine Studie des Dallas Police Departement hat gezeigt, dass Ausgehverbote und die polizeiliche Verfolgung von Schulschwänzern zu einer Reduktion von Gewalttaten durch Gangs führen. Dies lässt sich auch auf Hasskriminalität übertragen, die häufig von Gruppen begangen werden.
- Kooperation mit der Schule: Eine Zusammenarbeit der Polizei mit der Schule kann dazu beitragen, die Entstehung von Hasskriminalität zu verhindern. Dazu können beispielsweise folgende Maßnahmen ergriffen werden:
  - Aufklärung über Hate Crimes und ihre Folgen
  - Förderung des interkulturellen Dialogs
  - Präventionsarbeit gegen Rechtsextremismus[40]